# Шеваж
Шеваж(франц. chevage, от chef — глава) — у середньовічній Франції щорічна поголовна подать (за розмірами зазвичай незначна), яку платили серви. Та однозначно ототожнювати шеваж саме з сервильною залежністю не можна, оскільки за джерельними прикладами та історичними дослідженнями відомо, що серви деяких територій не платили шеважа, зокрема в окрузі Парижу, а також деякі особисто вільні селяни сплачували шеваж феодалу на знак його влади над ними. Після особистого звільнення селян в XIII—XIV ст. шеваж майже зник, зберігшись лише в декількох (головним чином економічно відсталих) східних провінціях Франції, де не віджили себе усі ознаки серважу. Офіційно шеваж було скасовано без викупу в період Великої французької революції в серпні 1789 р.